# Integrale di volume
In matematica, in particolare nel calcolo in più variabili, un integrale di volume è l'integrale di superficie della funzione costante {\displaystyle f=1}, e fornisce il volume della superficie considerata.

## Definizione
Si definisce elemento di volume in {\displaystyle \mathbb {R} ^{k}} la k-forma:
{\displaystyle d\mathbf {V} =dx_{1}\wedge dx_{2}\wedge \cdots \wedge dx_{k}}
Sia {\displaystyle S} una k-superficie positivamente orientata in {\displaystyle \mathbb {R} ^{k}} e {\displaystyle f=1} la funzione costante definita sull'immagine di {\displaystyle S}. Allora:
{\displaystyle \int _{S}f(\mathbf {x} )dx_{1}\wedge dx_{2}\wedge \cdots \wedge dx_{k}=\int _{S}fd\mathbf {V} _{k}}
Sia {\displaystyle D\in \mathbb {R} ^{k}} il dominio di parametrizzazione di {\displaystyle S} e {\displaystyle S:D\to \mathbb {R} ^{k}} iniettiva e differenziabile con matrice jacobiana {\displaystyle J_{S}} positiva. Allora il volume della superficie è dato da:
{\displaystyle \int _{S}dx_{1}\wedge dx_{2}\wedge \cdots \wedge dx_{k}=\int _{S}J_{S}(\mathbf {u} )d\mathbf {u} =\int _{S(D)}d\mathbf {x} }

## Volume in tre dimensioni
L'integrale di volume è un integrale triplo della funzione costante 1, che restituisce il volume della regione {\displaystyle D\subseteq \mathbb {R} ^{3}}, cioè:
{\displaystyle \operatorname {Vol} (D)=\iiint \limits _{D}dx\,dy\,dz}
Con "integrale di volume" si identifica anche l'integrale triplo calcolato nella regione {\displaystyle D} di una funzione {\displaystyle f(x,y,z),} ed è generalmente scritto:
{\displaystyle \iiint \limits _{D}f(x,y,z)\,dx\,dy\,dz.}
Un integrale di volume in coordinate cilindriche è:
{\displaystyle \iiint \limits _{D}f(r,\theta ,z)\,r\,dr\,d\theta \,dz,}
mentre un integrale di volume in coordinate sferiche ha la forma:
{\displaystyle \iiint \limits _{D}f(r,\theta ,\phi )\,r^{2}\sin \theta \,dr\,d\theta \,d\phi }

## Esempio
Integrando la funzione {\displaystyle f(x,y,z)=1} su un cubo di spigolo unitario si ottiene il seguente risultato:
{\displaystyle \iiint \limits _{0\ 0\ 0}^{\ \ \ 1\ 1\ 1}1\,dx\,dy\,dz=\iint \limits _{0\ 0}^{\ \ \ 1\ 1}(1-0)\,dy\,dz=\int \limits _{0}^{1}(1-0)dz=1-0=1}
Quindi il volume del cubo unitario è 1 come previsto. In realtà, l'integrale di volume permette di risolvere problemi molto più complessi. Per esempio se abbiamo una funzione scalare {\displaystyle f:\mathbb {R} ^{3}\to \mathbb {R} } che descrive la densità del cubo in un punto assegnato {\displaystyle (x,y,z)} da {\displaystyle f=x+y+z} si può calcolare la massa totale del cubo calcolando 
l'integrale di volume:
{\displaystyle \iiint \limits _{0\ 0\ 0}^{\ \ \ 1\ 1\ 1}\left(x+y+z\right)\,dx\,dy\,dz=\iint \limits _{0\ 0}^{\ \ \ 1\ 1}\left({\frac {1}{2}}+y+z\right)\,dy\,dz=\int \limits _{0}^{1}\left(1+z\right)\,dz={\frac {3}{2}}}